# Rörgänga
Rörgänga (BSP-gänga, British Standard Pipe) är gängsystem som finns som koniska och parallella gängor och är standard inom hydraulik och pneumatik.
- Parallell gängning bygger på British Standard (Whitworth) BSPP (P=Parallell) - i Sverige betecknad G som i övriga Europa (tidigare R). SS-ISO 228/1
- Konisk gängning bygger på British Standard (Whitworth) BSPT (T=Tapered). I Sverige betecknad R/Rc (tidigare KR). SS-ISO 7/1

Alla Whitworthgängor har gängvinkel 55 grader, till skillnad från amerikanska rörgängor, som har 60 grader.
Normen för gänga R/KR utgår från en gammal standard, som baserades på rörens innerdiameter. Till skillnad från andra gängsystem kan man alltså inte direkt avgöra gängans diameter med hjälp av beteckningen.